# Saint-Laurent-d'Arce
Saint-Laurent-d'Arce is een gemeente in het Franse departement Gironde (regio Nouvelle-Aquitaine). De plaats maakt deel uit van het arrondissement Blaye. Saint-Laurent-d'Arce telde op 1 januari 2022 1.553 inwoners.

## Geografie
De oppervlakte van Saint-Laurent-d'Arce bedroeg op 1 januari 2022 8,07 vierkante kilometer; de bevolkingsdichtheid was toen 192,4 inwoners per km².

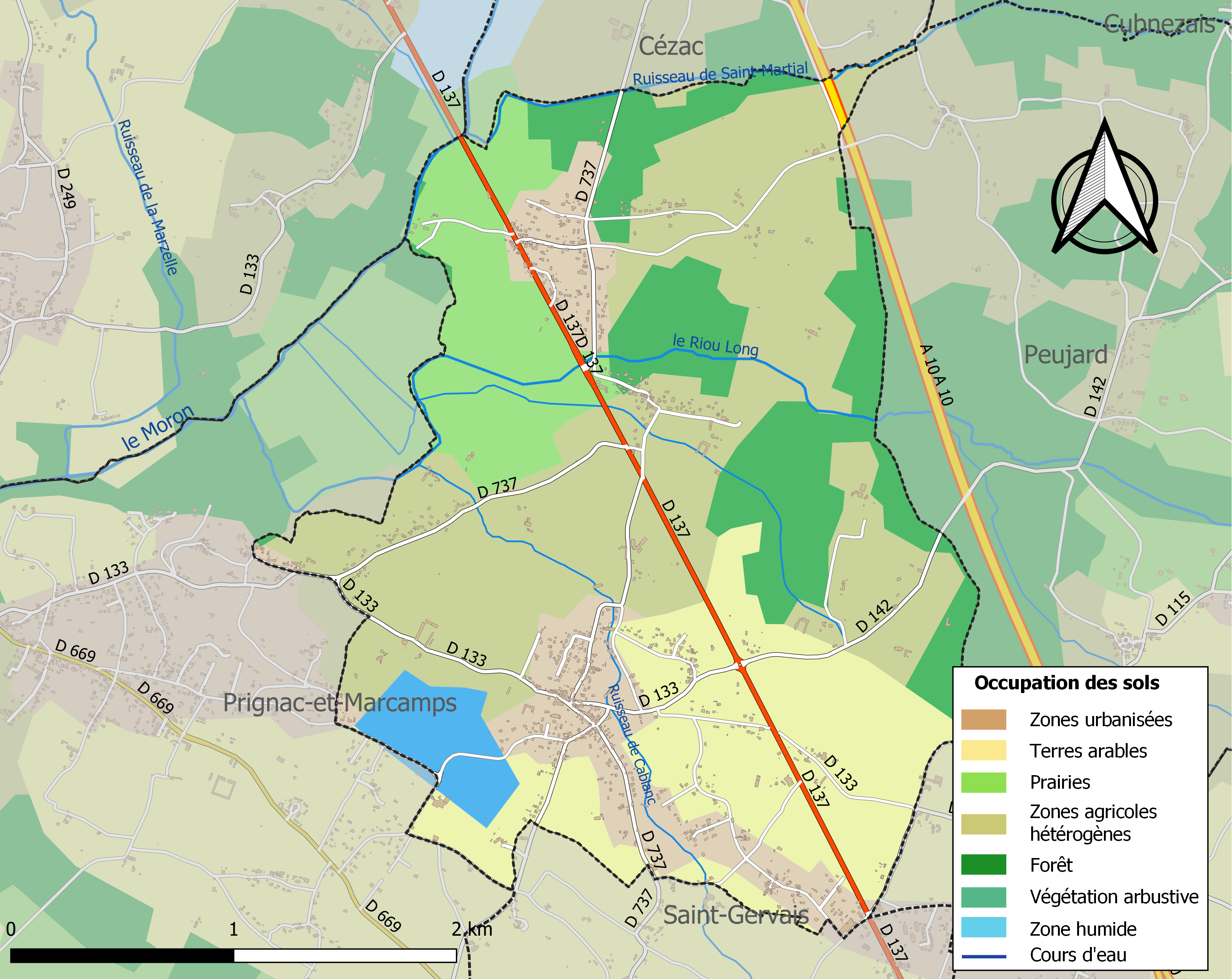
Kaart van de gemeente met belangrijkste infrastructuur, bodemgebruik en omliggende gemeenten

## Demografie
Onderstaande figuur toont het verloop van het inwonertal (bron: INSEE-tellingen).